# Kaió Hirojuki
Kaió Hirojuki (魁皇 博之, nyugaton Kaio Hiroyuki, eredetileg 古賀 博之, Koga Hirojuki) (Nógata, Fukuoka, Japán, 1972. július 24.) japán szumóbirkózó. A legrangosabb makuucsi osztályban ötször szerzett tornagyőzelmet, ami rekordnak számít a jokodzuna rangig el nem jutó ódzekik közt.
1988-ban debütált a szumóban. 1992 januárjában jutott fel a dzsúrjó, 1993 májusában a makuucsi osztályba. Egy évvel később, 1994 májusában lépett elő komuszubi rangba, 2000 óta pedig megszakítás nélkül versenyez ódzekiként. Ő a sportág történetének legidősebb aktív ódzekije.
Többször is szóba került jokodzunává való előléptetése, legutoljára 2004-ben, mikor 13 : 2-es győzelemarányával megnyerte a szeptemberi akibasót, de 12 : 3-as eredményével visszaesést mutatott a novemberi Kjúsú-basón. Gyakori sérülései miatt eddig tízszer fenyegette ódzekiből való leminősítés. Életkorát figyelembe véve már nem valószínű, hogy jokodzunává válik. Célja, hogy el tudjon tölteni húsz évet aktív birkózóként, amit 2008 márciusára érhet el, 2007. júliusban azonban a torna 13. napján súlyos combsérülést szenvedett, ami szeptemberben is visszalépésre kényszerítette. A Tomodzuna istálló vezetője szerint ha a novemberi tornát se tudja teljesíteni, visszavonul.
184 cm magas, testsúlya 171 kg.